# 洇溜镇
洇溜镇，又名溵溜鎮，是中华人民共和国天津市蓟州区下辖的一个乡镇级行政单位。

## 行政区划
洇溜镇下辖以下地区：
高各庄村、三岔口村、李怀辛庄村、龙湾子村、苏庄子村、洇溜村、马圈头村、靳庄村、吴家洼村、富王庄村、仇庄村、八里庄村、桃园村、北六里屯村、魏庄子村、小现渠村、大现渠村、西店子村、安定庄村、小唐庄村、大唐庄村、康庄村、五里庄村、欢虎庄村、前大岭村、后大岭村、感化庄村、焦庄子村、敦庄子村、丁庄村、西郑各庄村、中郑各庄村和东郑各庄村。

## 交通
京哈铁路、津蓟铁路联络线：蓟州站